# 아일랜드 요리

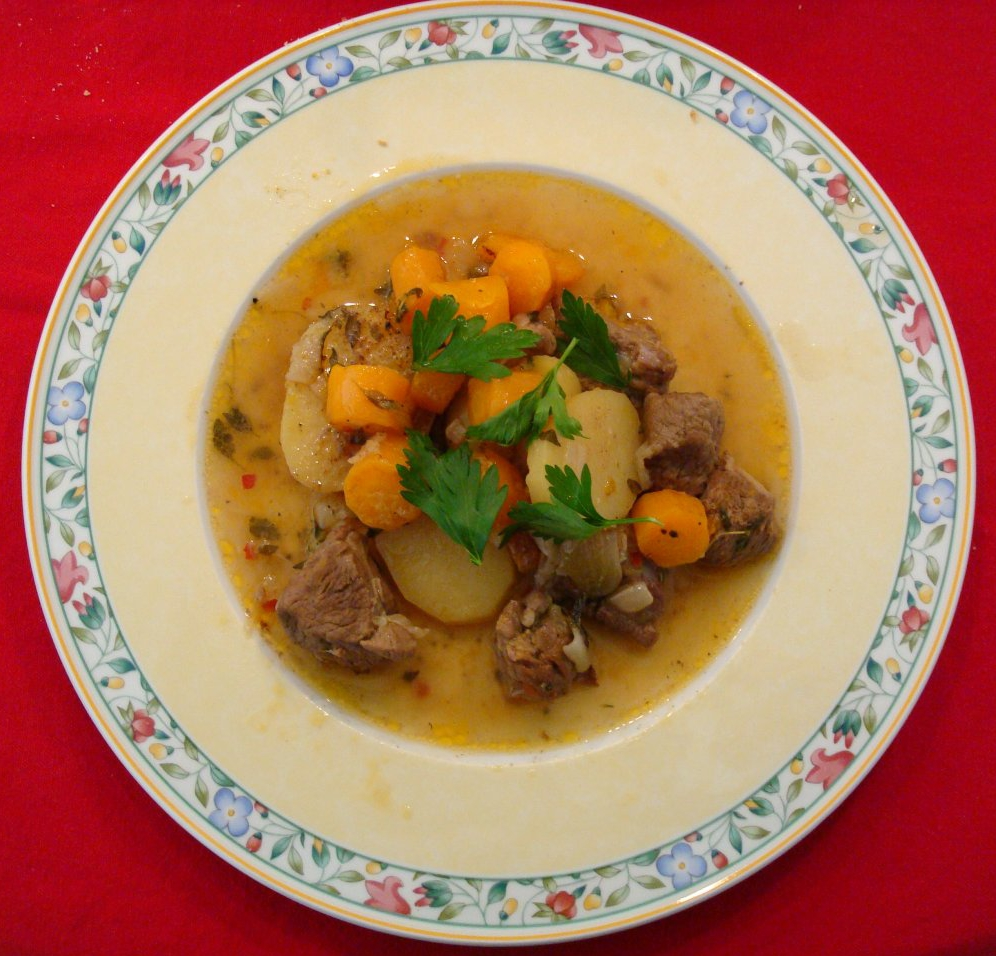
아이리시 스튜

아일랜드 요리(Ireland 料理, 아일랜드어: Cócaireacht na hÉireann 코커러흐트 나 에런, 영어: Irish cuisine 아이리시 퀴진[*])는 서유럽에 있는 아일랜드의 요리이다. 전통 요리와 근대 요리로 크게 나뉜다. 근대 이후의 요리는 호텔이나 레스토랑에서 많이 내놓는다.
칼 캬넌이라는 요리는 아일랜드에서 맛볼 수 있는 대표적인 요리로서 오래전부터 마늘과 감자를 함께 조리해서 만들었다. 양배추와 케일도 사용한다. 다른 아일랜드 식단의 간단한 예로는 아이리시 스튜가 있는데 베이컨과 양배추를 한꺼번에 끓여 만든다. 박스티라는 요리도 있는데 감자 팬케이크로서 돼지고기 소시지도 같이 넣어서 만든다. 
아일랜드에는 17세기 전반기부터 감자가 점차 주식으로 자리매김하면서 다양한 감자 요리가 있는 것이 큰 특징 중에 하나이기도 하다.

## 개관
아일랜드의 아침 식사는 베이컨과 달걀, 소시지, 살짝 구운 토마토 등으로 아침식사를 한다. 이러한 아침 식사 양식을 아이리시 브렉퍼스트라고 칭한다. 대한민국의 순대와 비슷한 블랙 푸딩도 먹는다.
해산물 소비가 원래부터 많았다. 하지만 최근 들어 조개류에 대한 요리법과 소비가 많이 늘고 있는 추세이다. 조개와 함께 굴도 많이 소비하며 축제 기간 동안 먹는 별식이기도 하다. 대구와 연어는 가장 많이 소비하는 생선에 속한다.

## 초기의 아일랜드 요리
아일랜드 문학 작품에는 예부터 많은 음식과 음료에 대해 설명하였다. 이에 따르면 꿀이 예부터 많이 소비되었던 재료인 것으로 보인다.
사슴고기를 요리하는 곳이 따로 있어 물로 고기를 세척하는 곳도 있었다고 하며, 돌을 현대의 가스레인지처럼 뜨겁게 달궈서 조리하도록 했다고도 한다.
바이킹이 더블린 인근과 아일랜드로 들어오면서 바이킹 민족의 식단이 상당 부분 도입되었다. 주요 육류로는 양과 소, 돼지가 있다. 야생 거위도 잘 먹으며 해산물을 좋아하는 편이다. 대개 미국이나 캐나다 사람들이 해산물을 그다지 좋아하지 않는 경우가 많은 반면에 유럽에서 아일랜드인들은 해산물을 선호하는 편이다.
중세에서 17세기 감자가 들어오기 전까지 시골에서 대부분의 사람들은 방목으로 생계를 유지하였는데, 대개는 귀족들의 소유였을 것이다. 우유와 치즈로 만들어 먹고 오트밀과 보리를 주식으로 먹었고, 블랙 푸딩은 이 때부터 본격적으로 도입되었는데 여전히 많은 가정의 아침 식사 때 먹는다.

## 감자
아일랜드에 감자가 16세기 중반에 최초로 들어왔다고 전한다. 원래는 식용이 아니라 정원용으로 심기만 했으나, 주식으로 급부상한 것은 빈민층에 의해서였다. 비타민과 미네랄이 풍부하기 때문에 식단에도 손색이 없었다. 당대에는 우락유와 감자를 함께 요리해서 먹었다고 한다. 이외에도 돼지고기와 함께 요리해서 추운 겨울에 수프로 만들어 먹었다.
1620년대부터 감자가 아일랜드의 식탁에서 주식(主食)으로서 자리매김을 하게 됨에 따라 아일랜드에는 수많은 감자요리가 존재한다. 빵은 포테이토 롤(potato roll)을 먹고 사이드요리로는 으깬 감자와 볶은 양배추로 만든 콜캐논(colcannon)과 익힌 감자와 생감자를 함께 섞어 팬케이크처럼 만든 박스티(boxtee), 감자와 베이컨, 양파 등을 큰 포일에 쌓아서 석탄불에 굽는 요리인 호보 포테이토(hobo potato)를 먹는다.
특히 콜캐논은 미국 핼러윈 축제의 기원이 된 삼하인(Samhain)이라는 명절에 즐겨먹는 음식으로 기근의 상징인 붉은 마녀의 죽음을 기리면서 이 음식을 먹는다. 이런 음식들은 아일랜드인들이 즐기는 명절에 먹는 중요한 요리이면서 항상 가까이 즐기는 음식이기도 하다. 이외에도 으깬 감자와 파를 이용해 만든 챔프(champ)와 파이처럼 잘라먹는 팬케이크 모양의 팻지(fadge) 등 수많은 감자요리가 아일랜드인에게 사랑받고 있다. 아일랜드의 최대 명절인 세인트 패트릭스 데이(St. Patricks Day)에 즐겨먹는 요리는 대부분 감자요리다.
감자에 대한 아일랜드인들의 의존도는 매우 높았기 때문에 아일랜드 내에서는 감자 수확에 대해 민감했다. 때문에 16~17세기 기근 때 많은 피해를 보았다. 1740~1741년 기근 때에는 추운 날씨 때문에 흉작의 피해를 보았다. 1845~1851년에는 감자역병으로 인해 대기근이 발생하여 최소 백만명정도가 아사했고 1백만 명 이상이 이민을 떠났다.

## 현대
20세기에 유럽 타국가의 요리법이 아일랜드에 들어왔다. 피자나 중국식 요리가 먼저 도입되고 이후에 몇몇 서아프리카 요리와 동유럽(대표적으로 폴란드 요리) 요리가 들어왔다. 요즘에 수퍼마켓에서는 인도/중국/동유럽을 비롯한 다양한 식재료를 볼 수 있다.
패스트푸드의 급속한 성장은 대중의 보건 문제로 떠올랐다. 때문에 현재 아일랜드의 심장마비 사망률은 세계 최고 수준이다. 또한 전통적으로 동물성기름과 육식을 선호하다보니 이러한 식습관의 문제점이 지적받고 있기도 하다. 정부 차원에서 보건 문제 해결을 위해 교육에 나서고 있다.

## 같이 보기
- 유럽 요리